# 永木貴依子
永木 貴依子（ながき きよこ、5月9日 - ）は、日本の女性声優。プロダクション・エース所属。大阪府出身。旧名は永木 貴代子（読みは同じ）。

## 人物
大阪音楽大学短期大学部声楽専攻卒業。
方言は関西弁。
趣味・特技は声楽、ものまね、山登り。
資格は柔道初段、英検3級。

## 出演作品

### テレビアニメ
2003年
- MOUSE（女性司会者）
- ONE PIECE（ローラ）

2004年
- 犬夜叉（腰元、村娘）

2007年
- CLAYMORE（クレイモアB）
- シグルイ（女弐）
- Devil May Cry（女、子供の母）

2008年
- 魔人探偵脳噛ネウロ（仲居）
- Mnemosyne-ムネモシュネの娘たち-（OL、女情報屋）
- 魍魎の匣（御船千鶴子）

2009年
- 青い文学シリーズ 桜の森の満開の下（女房D、おばさん）

2010年
- けいおん!!（柔道部部長）

### OVA
2011年
- SUPERNATURAL: THE ANIMATION（ミランダ）

### 劇場アニメ
2010年
- TRIGUN Badlands Rumble

### ゲーム
2005年
- My Merry May with be

2010年
- HEAVY RAIN 心の軋むとき（ジョン・シェパード）

2011年
- 涼宮ハルヒの追想

2015年
- レインボーシックス シージ（トゥイッチ / エマニュエル・ピション）

### 吹き替え

#### 映画
- アバター
- ウィンキーの白い馬（コールおばさん）
- オオカミは嘘をつく（マルカ）
- カムバック!（サム〈オリヴィア・コールマン〉）
- キャピタリズム〜マネーは踊る〜
- 警察署長ジェッシイ・ストーン 訣別の海（シビル・マーティン〈ショーン・ヤング〉）
- サスペリア・テルザ 最後の魔女（マルタ・コルッシ〈ヴァレリア・カヴァッリ〉）
- ジェニファー・ラヴ・ヒューイットのtrue love（カーチャ〈ブランカ・カティッチ〉）
- シティ・オン・ファイアー
- 女王陛下のお気に入り（アン王女〈オリヴィア・コールマン〉）
- ダーウィン・アワード
- ネバー・サレンダー 肉弾凶器
- はじめて馬に乗った日（コールおばさん）
- パラノーマル・アクティビティ4（ホリー〈アレクソンドラ・リー〉）
- ボーン・スプレマシー ※テレビ朝日版
- 恋愛だけじゃダメかしら?（ウェンディ〈エリザベス・バンクス〉）

#### ドラマ
- アグリー・ベティ3
- ER XV 緊急救命室 #5（モード夫人〈J・レネ・ペナ〉）
- エデンの東
- 華麗なるペテン師たち3
- クリミナル・マインド2 FBI行動分析課
- コールドケース5
- コールドケース7 ザ・ファイナル
- THE TUDORS〜背徳の王冠〜
- CSI:7 科学捜査班
- CSI：ニューヨーク5
- CSI:マイアミ6
- スリーピー・ホロウ2（アビゲイル・アダムス〈ミシェル・トラクテンバーグ〉）
- 蒼穹の昴（喜子〈桑桑〉）
- タイタニック 愛と偽りの航海（ミュリエル・バトレー）
- チャームド 〜魔女3姉妹〜
- バーン・ノーティス 元スパイの逆襲
- ホットショット（リー・イン）
- MAD MEN
- 名探偵ポワロ マギンティ夫人は死んだ
- 名探偵モンク7

#### アニメ
- プチバンピ（パンドラ[2]）

### 舞台
- 抱腹絶倒 爆笑活劇 パタリロ西遊記（マライヒ）